# Goldener Schuh (Belgien, Frauenfußball)
Der belgische Goldene Schuh im Frauenfußball (französisch Soulier d’or féminin, niederländisch Gouden Schoen vrouwen) ist eine Auszeichnung, die seit 2017 an die herausragendste Fußballspielerin Belgiens verliehen wird. Dabei wird die beste belgische Spielerin, unabhängig vom Land, in dem sie spielt, ausgezeichnet. Parallel dazu gibt es den seit 2015 vergebenen Sparkle, der in drei verschiedenen Kategorien an die beste Spielerin im Inland vergeben wird.
Gleich wie der Belgische Goldene Schuh im Herrenfußball wird die Auszeichnung im Frauenfußball von der belgischen Tageszeitung Het Laatste Nieuws organisiert. Wie bei den Männern wird auch die Preisträgerin bei den Frauen im Zuge einer Fernsehsendung verkündet.
Nachdem zehn Spielerinnen mit belgischer Nationalität ausgewählt wurden, kommt es zum ersten Wahldurchgang, woraufhin nur mehr drei Kandidaten übrigbleiben. In einem zweiten Wahldurchgang wird daraufhin die Preisträgerin ermittelt. Die erste Rezipientin diese Auszeichnung war Tessa Wullaert, zu diesem Zeitpunkt Spielerin des VfL Wolfsburg. 2019 wurde sie, mittlerweile Spielerin beim RSC Anderlecht, erneut mit dem Goldenen Schuh geehrt.
Zur zweiten Preisträgerin wurde 2018 Janice Cayman vom Montpellier HSC gewählt. 2021 erhielt sie den Goldenen Schuh zum zweiten Mal.
2020 wurde Tine De Caigny, zu diesem Zeitpunkt Spielerin des RSC Anderlecht, ausgezeichnet.

## Bisherige Titelträgerinnen
| Jahr | Spieler        | Verein                         |
| ---- | -------------- | ------------------------------ |
| 2017 | Tessa Wullaert | VfL Wolfsburg                  |
| 2018 | Janice Cayman  | Montpellier HSC                |
| 2019 | Tessa Wullaert | VfL Wolfsburg                  |
| 2020 | Tine De Caigny | RSC Anderlecht                 |
| 2021 | Janice Cayman  | Montpellier HSC                |
| 2022 | Nicky Evrard   | KAA Gent Oud-Heverlee Löwen    |
| 2023 | Tessa Wullaert | Fortuna Sittard                |
| 2024 | Tessa Wullaert | Fortuna Sittard, Inter Mailand |